# اوکتیابرفکا
اوکتیابرفکا (انگلیسی: Oktyabrevka) یک شهرک در شهرستان استرلیباشفسکی استان باشقیرستان کشور روسیه است.